# Yemas de Santa Teresa
Le Yemas de Santa Teresa sono un dolce tipico della provincia di Avila.
Il dolce ha l'aspetto caratteristico di una piccola pallina arancione ed è realizzato con tuorli d'uovo, che vengono mescolati in ciotole di rame. Ai tuorli viene quindi aggiunto un composto realizzato dalla cottura dello sciroppo con il succo di limone e la cannella, che viene poi mescolato a fuoco basso. L'impasto così realizzato viene lasciato raffreddare e viene poi modellato in palline arancioni di pochi centimetro di diametro che vengono quindi sistemate nei pirottini.

## Storia
L'origine di questo dolce è incerta e ci sono diverse teorie che le fanno risalire alla tradizione dei dolci arabi diffusi in Al-Andalus oppure ai monaci del convento di Teresa d'Avila, che le avrebbero realizzate nel XII secolo. Di certo, la ricetta del dolce attuale è stata creata da Don Isabelo Sánchez, fondatore della pasticceria "La Dulce Aviles" (oggi conosciuta come "Flor de Castilla") ad Avila, che le commercializzò nel 1860 con il nome Yemas de Santa Teresa.
Il successo del dolce fu notevole e ben presto diversi pasticceri di Avila iniziarono a vendere dolci simili che chiamarono Yemas de Avila, contribuendo alla diffusione in Europa e nel resto del mondo.